# ウェストベリーのグリムストン男爵
ウェストベリーのグリムストン男爵（英: Baron Grimston of Westbury）は、イギリスの男爵、貴族。連合王国貴族爵位。ヴェルラム伯爵家の分家筋。

## 歴史
ロバート・グリムストン(1897-1979)は王室会計長官や郵政長官補佐を務めた政治家で、彼が1952年に連合王国準男爵位の(ウェストベリーの)準男爵(Baronet, of Westbury)に叙位されたことに始まる。ロバートはウェストベリー選挙区選出の庶民院議員を務めたのち、1964年に連合王国貴族としてウィルトシャー州ウェストベリーの,ウェストベリーのグリムストン男爵(Baron Grimston of Westbury, of Westbury in the County of Wiltshire)に陛爵した。初代男爵以降は、現在に至るまでその直系男子によって爵位は継承されている。
初代男爵の孫にあたる3代男爵ロバート・ジョン(1951-)がウェストベリーのグリムストン男爵家現当主である。
なお、初代男爵ロバートは第2代ヴェルラム伯爵ジェームズ・グリムストンの孫にあたるため、歴代の男爵家当主はヴェルラム伯爵位の潜在的継承権者を兼ねている。
男爵家のモットーは、『節度あるは無難なり(Mediocria Firma)』。

## 現当主の保有爵位 / 準男爵位
現当主である第3代ウェストベリーのグリムストン男爵ロバート・ジョン・シルヴェスター・グリムストンは以下の爵位及び準男爵位も有する。
- 第3代ウィルトシャー州ウェストベリーの,ウェストベリーのグリムストン男爵(3rd Baron Grimston of Westbury, of Westbury in the County of Wiltshire)
(1964年12月11日の勅許状による連合王国貴族爵位)
- 第3代(ウェストベリーの)準男爵(3rd Baronet, of Westbury)
(1952年3月11日の勅許状による連合王国準男爵位)

## ウェストベリーのグリムストン男爵（1964年）
- 初代ウェストベリーのグリムストン男爵ロバート・ヴィリアーズ・グリムストン（英語版） (1897–1979)
- 第2代ウェストベリーのグリムストン男爵ロバート・ウォルター・ジギスマンド・グリムストン (1925–2003)
- 第3代ウェストベリーのグリムストン男爵ロバート・ジョン・シルヴェスター・グリムストン (1951 - )

推定相続人は現当主の弟であるジェラルド・チャールズ・ウォルター・グリムストン閣下(1953 -)。

### 註釈
1. ↑  初代男爵は2代伯の三男の子にあたっている。